# Kaarlo Angerkoski

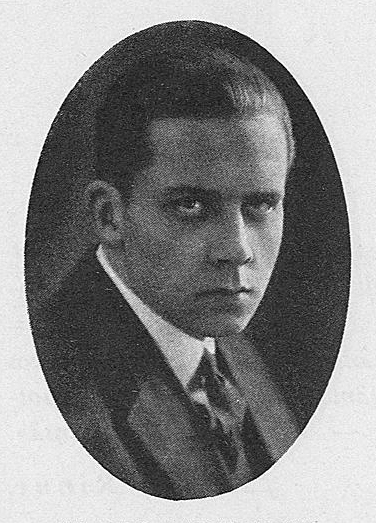
Kaarlo Angerkoski, bild från början av 1930-talet.

Kaarlo Voldemar Angerkoski, född 8 april 1906 i Sankt Petersburg, död 1 oktober 1939 i Kotka, var en finländsk skådespelare. Han var bror till Aino Angerkoski och make till Siiri Angerkoski.
Angerkoski flyttade som barn till finska sidan om Terijoki efter ryska revolutionen 1917. Hösten 1924 engagerades han vid teatern i Viborg och verkade vid olika teatrar fram till 1934, då han värvades till Helsingfors folkteater. Angerkoski filmdebuterade 1929 i Juhla meren rannalla och medverkade i 24 filmer fram till sin död. Angerkoski avled av en hjärtinfarkt på teatern i Kotka 1939.

## Filmografi[2]
- Juhla meren rannalla, 1929
- Kuisma ja Helinä, 1932
- Ne 45000, 1933
- Pikku myyjätär, 1933
- Meidän poikamme ilmassa - me maassa, 1934
- Tulljägaren VMV 6, 1936
- Seikkailu jalkamatkalla, 1936
- Österbottningar, 1936
- Och under låg den brinnande sjön, 1937
- Mies Marseillesta, 1937
- Lapatossu, 1937
- Nuorena nukkunut, 1937
- Tulitikkuja lainaamassa, 1938
- Rykmentin murheenkryyni, 1938
- Vieras mies tuli taloon, 1938
- Nummisuutarit, 1938
- Eteenpäin - elämään, 1939
- Under knutpiskan, 1939
- Halveksittu, 1939
- Takki ja liivit pois!, 1939
- Lapatossu ja Vinski olympia-kuumeessa, 1939
- Serenaadi sotatorvella, 1939
- SF-paraati, 1940